# 스허구

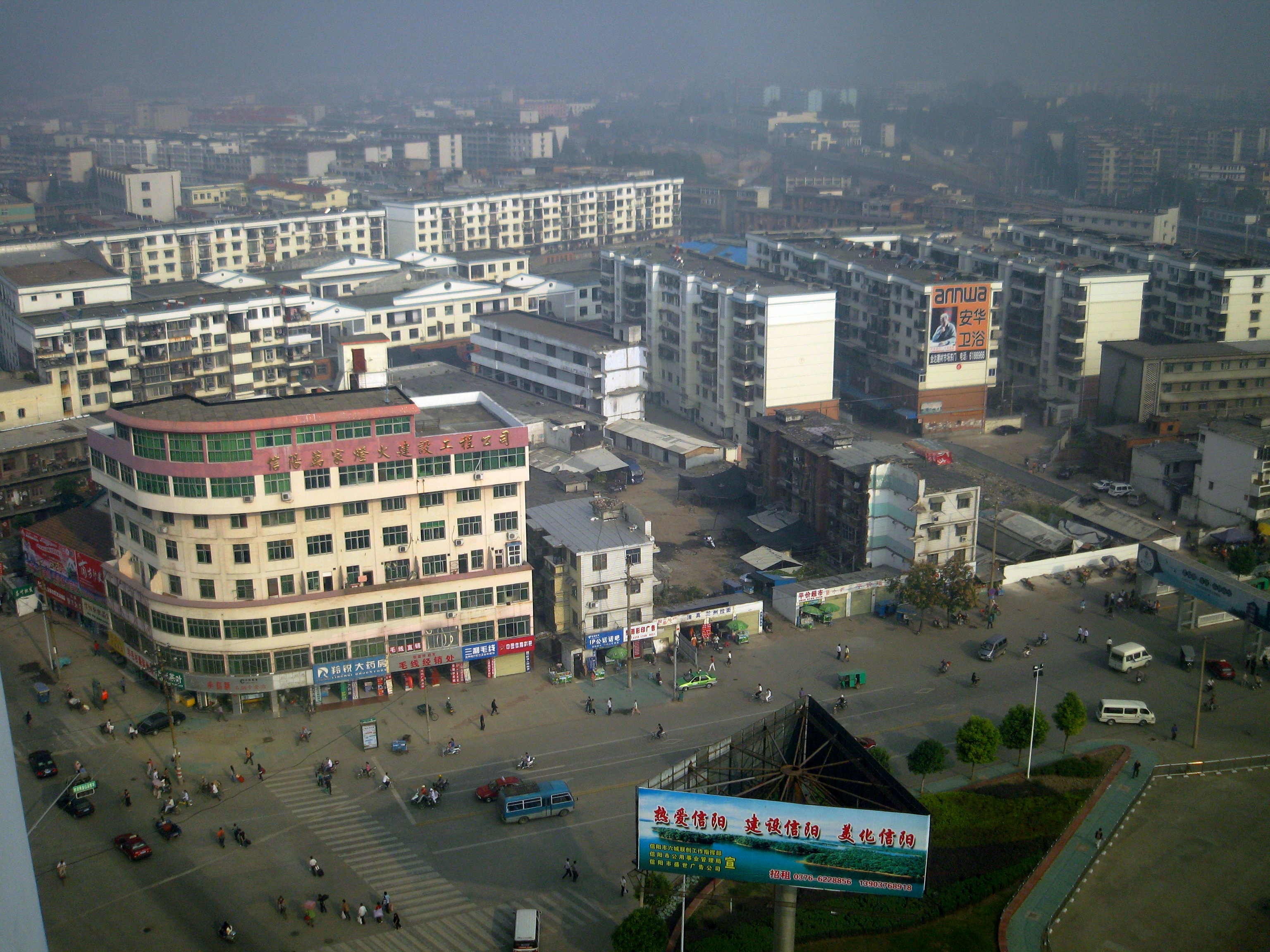

스허구(한국어: 사하구, 중국어: 浉河区, 병음: Shīhé Qū)는 중화인민공화국 허난성 신양시의 현급 행정구역이다. 넓이는 1783km2이고, 인구는 2007년 기준으로 620,000명이다.

## 기후
연평균 기온은 15.1℃이고 연평균 강수량은 1116.8mm이다.

## 행정 구역
9개 가도, 3개 진, 6개 향을 관할한다.
- 가도: 老城街道, 民权街道, 车站街道, 五里墩街道, 五星街道, 湖东街道, 南湾街道, 金牛山街道, 双井街道.
- 진: 李家寨镇, 吴家店镇, 东双河镇.
- 향: 游河乡, 董家河乡, 浉河港乡, 谭家河乡, 柳林乡, 十三里桥乡.